# Campionati europei di atletica leggera indoor 2017 - Staffetta 4×400 metri femminile

## Podio
| Pos.    | Atleta                                                              | Nazionalità |
| ------- | ------------------------------------------------------------------- | ----------- |
| Oro     | Patrycja Wyciszkiewicz Małgorzata Hołub Iga Baumgart Justyna Święty | Polonia     |
| Argento | Eilidh Doyle Philippa Lowe Mary Iheke Laviai Nielsen                | Regno Unito |
| Bronzo  | Olha Bibik Tetyana Melnyk Anastasiya Bryzhina Olha Lyakhova         | Rep. Ceca   |

## Record
| Record                | Record      | Record  | Record               | Record          |
| --------------------- | ----------- | ------- | -------------------- | --------------- |
| Record del Mondo      | Russia      | 3:23.37 | Glasgow, Regno Unito | 28 gennaio 2006 |
| Record europeo        | Russia      | 3:23.37 | Glasgow, Regno Unito | 28 gennaio 2006 |
| Record dei campionati | Regno Unito | 3:27.56 | Göteborg, Svezia     | 3 marzo 2013    |

## Programma
| Data         | Ora   | Turno  |
| ------------ | ----- | ------ |
| 5 marzo 2017 | 19:00 | Finale |

## Risultati

### Finale
La finale è iniziata alle 19:00 di domenica 5 marzo
.
| Posizione | Nazione     | Atleta                                                                        | Tempo   | Note |
| --------- | ----------- | ----------------------------------------------------------------------------- | ------- | ---- |
| 1         | Polonia     | Patrycja Wyciszkiewicz Małgorzata Hołub Iga Baumgart Justyna Święty           | 3:29.94 |      |
| 2         | Regno Unito | Eilidh Doyle Philippa Lowe Mary Iheke Laviai Nielsen                          | 3:31.05 |      |
| 3         | Ucraina     | Olha Bibik Tetyana Melnyk Anastasiya Bryzhina Olha Lyakhova                   | 3:32.10 |      |
| 4         | Italia      | Lucia Pasquale Maria Enrica Spacca Maria Benedicta Chigbolu Ayomide Folorunso | 3:32.87 |      |
| 5         | Francia     | Déborah Sananes Agnès Raharolahy Louise-Anne Bertheau Floria Gueï             | 3:33.61 |      |
| 6         | Germania    | Ruth Sophia Spelmeyer Nadine Gonska Carolin Walter Lara Hoffmann              | 3:34.60 |      |